# Libovice
Libovice (Duits: Libowitz) is een Tsjechische gemeente in de regio Midden-Bohemen en maakt deel uit van het district Kladno. Het dorp ligt op 5 km afstand van Slaný en op 12 km afstand van de stad Kladno.
Libovice telt 382 inwoners (2023).

## Geografie
De Byseňskýbeek stroomt door het dorp.

## Geschiedenis
De eerste schriftelijke vermelding van het dorp dateert van 1250.
Vanaf 1623 behoorde het dorp tot Smečno. In de jaren 1775-1776 werd in de buurt van Kejkol, ten noordwesten van het dorp, een afzetting van zwarte steenkool ontdekt, die František Beyer (1782-1864) na 1810 begon te ontginnen. Rond zijn huis en herberg ontstond geleidelijk een nederzetting met de naam Svatý Jan. De nederzetting omvatte een boerderij en — vanaf 1866 — een molen aangedreven door een stoommachine, die eerder was gebruikt om mijnwater op te pompen. Franz' zoon Eduard Beyer (1829-1871) verbouwde de boerderij tot een klein neogotisch kasteel dat in 1867 werd voltooid. Na de dood van Eduard Beyer diende het kasteel als zomerresidentie voor zijn weduwe. Na haar overlijden wisselde het van eigenaar: eerst kreeg Rudolphine Croy het in handen (1912-1923) en vervolgens de familie Shebest, die het tot 1957 in bezit had. Van hen werd het hele erf overgenomen door de plaatselijke Verenigde Landbouwcoöperatie en vanaf 1962 door de staat. Het kasteel raakte in verval en in 1964 werd de sloop ervan goedgekeurd. De sloop duurde uiteindelijk drie jaar.
In 1943 werd in de bossen bij Kejkol een militaire schietbaan aangelegd, die ook na de Tweede Wereldoorlog nog werd gebruikt.
Sinds 1960 is Libovice een zelfstandige gemeente binnen het district Kladno.

## Bezienswaardigheden
- Barokke kapel op het dorpsplein;
- Stenen zuil met crucifixen en bedroefde Maria;
- Rood kruis in de velden langs de weg naar Lotouš, ter nagedachtenis aan een Russische officier die hier tijdens de Napoleontische oorlogen werd omgebracht;
- Sint-Nepomukkapel uit 1837, in het bos langs de weg naar Kvílice, gebouwd door František Bayer als dank voor het redden van zijn jonge zoon die in een put was gevallen.[3]

## Verkeer en vervoer

### Autowegen
Er leiden regionale wegen naar het dorp. Op 1,5 km afstand ligt de I/16 die Libovice verbindt met Řevničov, Slaný en Mělník.

### Spoorlijnen
Er is geen spoorlijn of station in het dorp. Het dichtstbijzijnde station is Slaný, op 5 km afstand van het dorp. Dat station ligt aan spoorlijn 110 Kralupy nad Vltavou - Louny.

### Buslijnen
Er rijden buslijnen van ČSAD Slaný die Libovice verbinden met Slaný, Malíkovice, Kladno, Mšec en Řevničov.

## Galerĳ

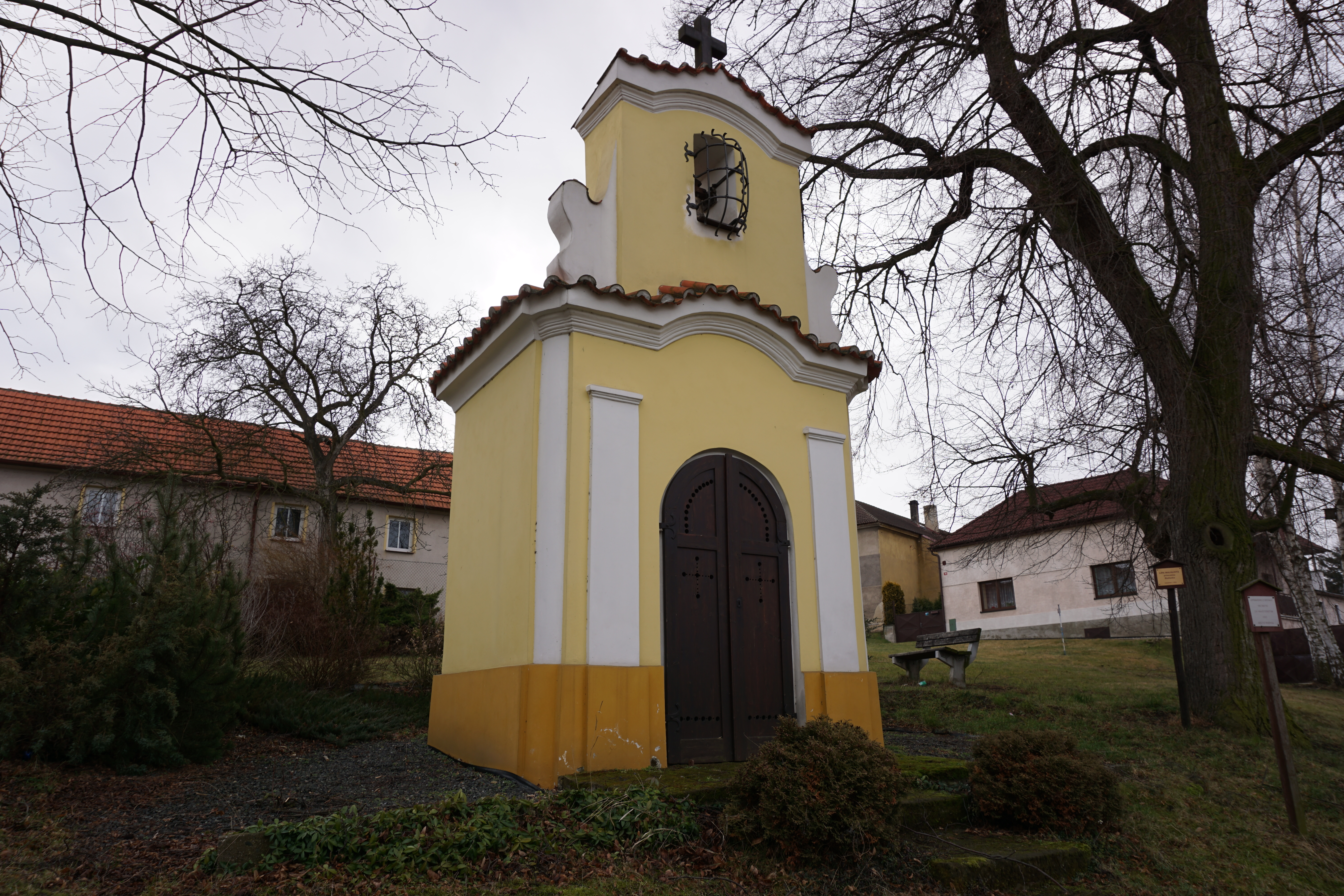
Kapel op het dorpsplein
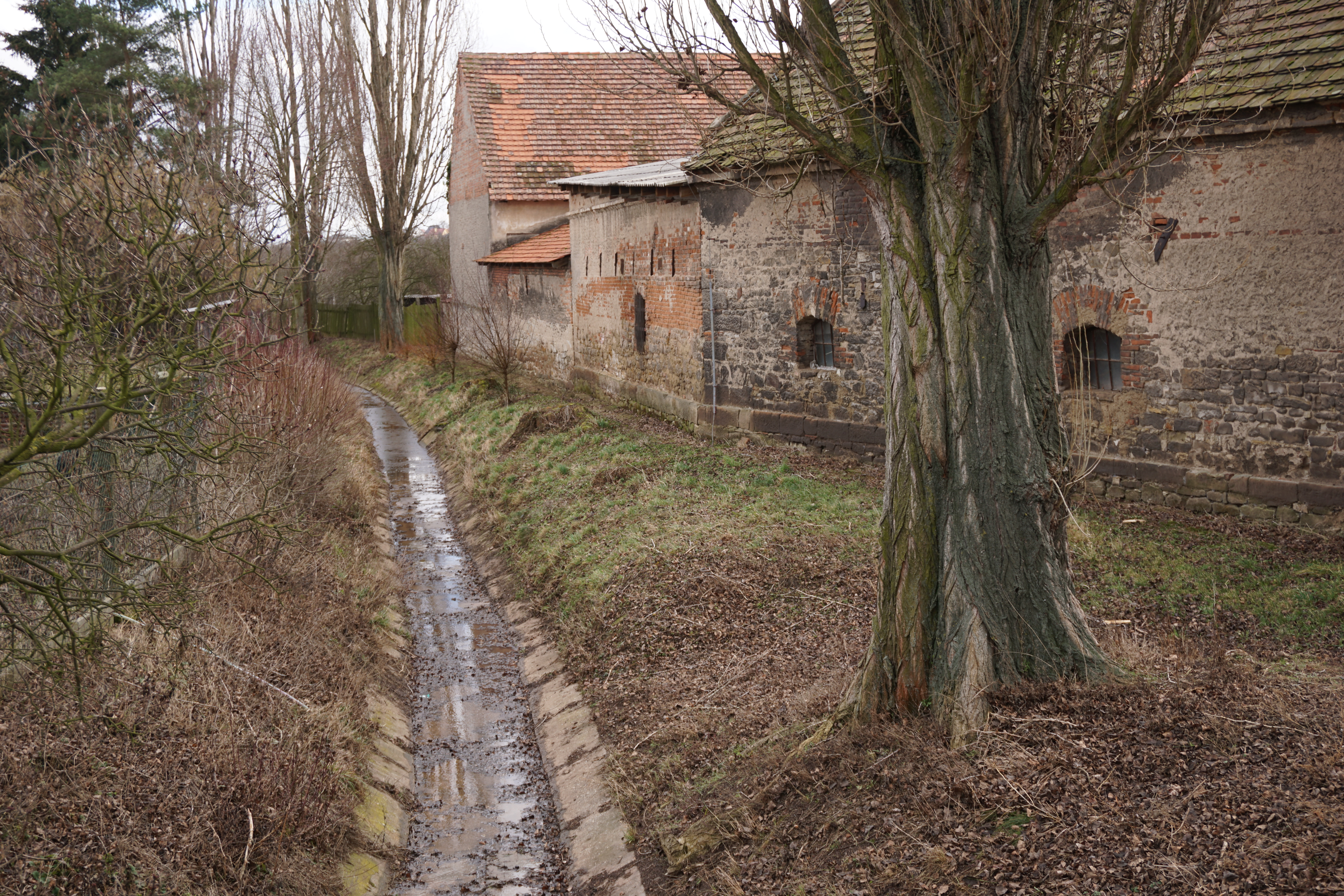
Byseňskýbeek in het dorp
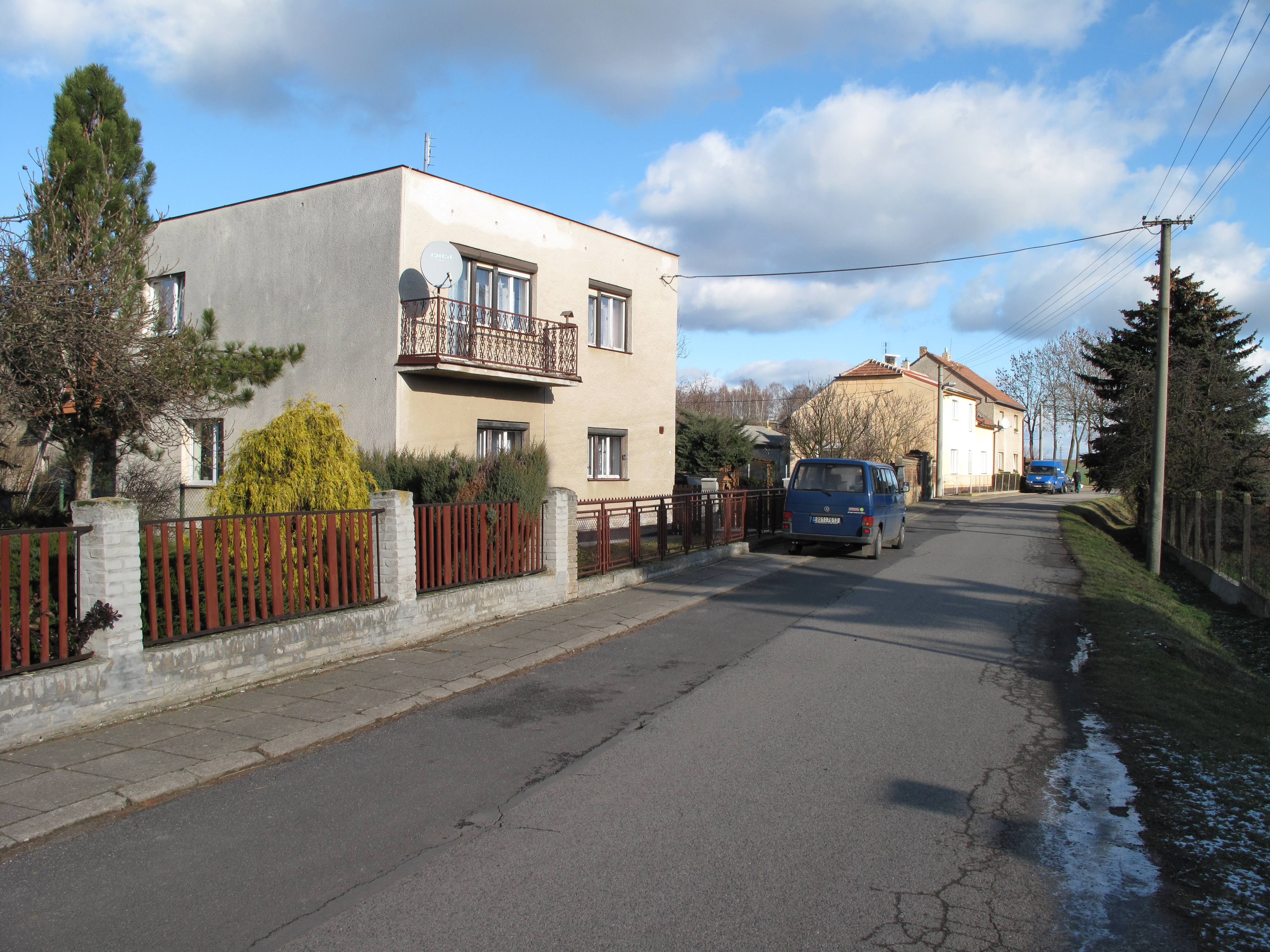
Straat in Libovice
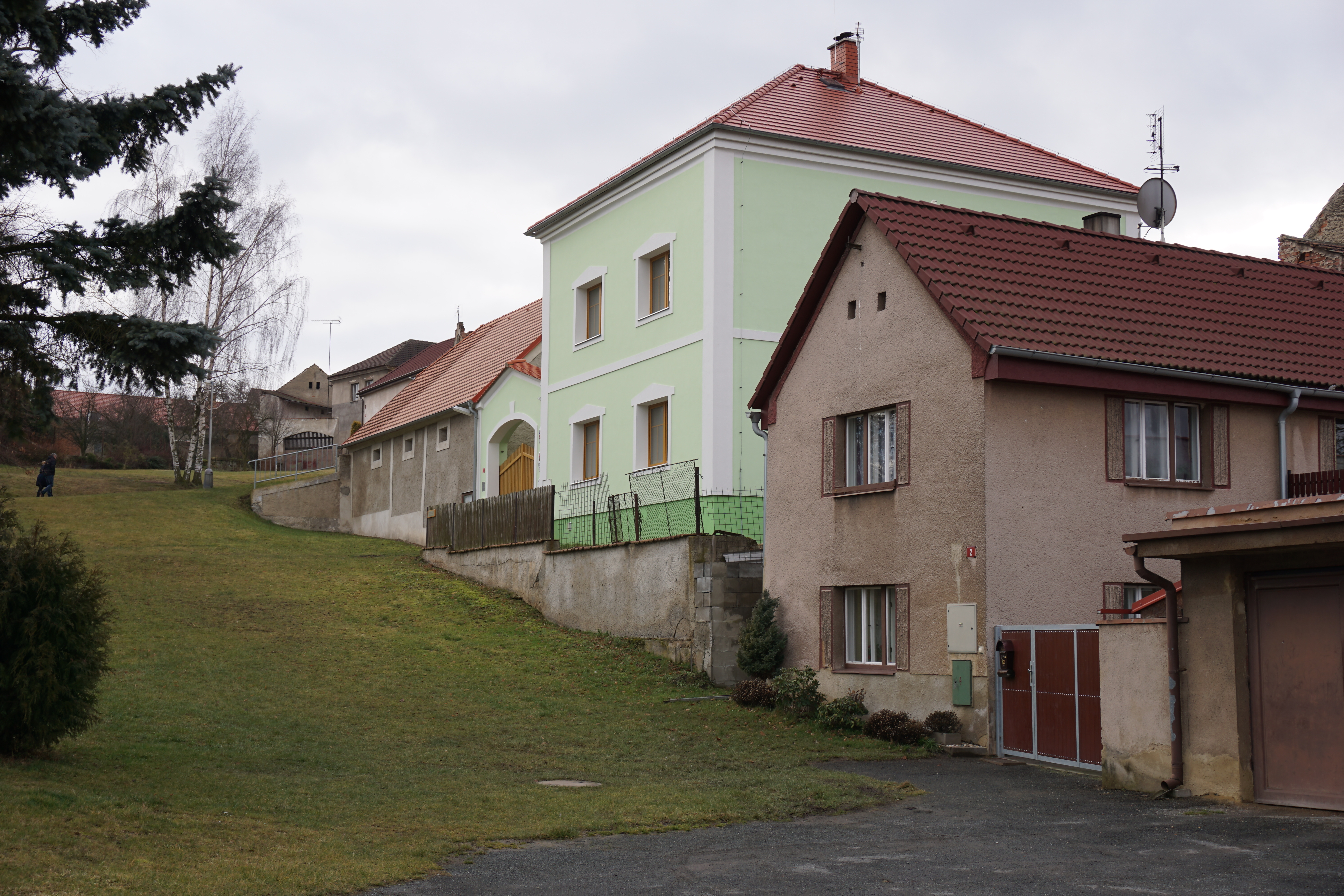
Huizen op een heuvel
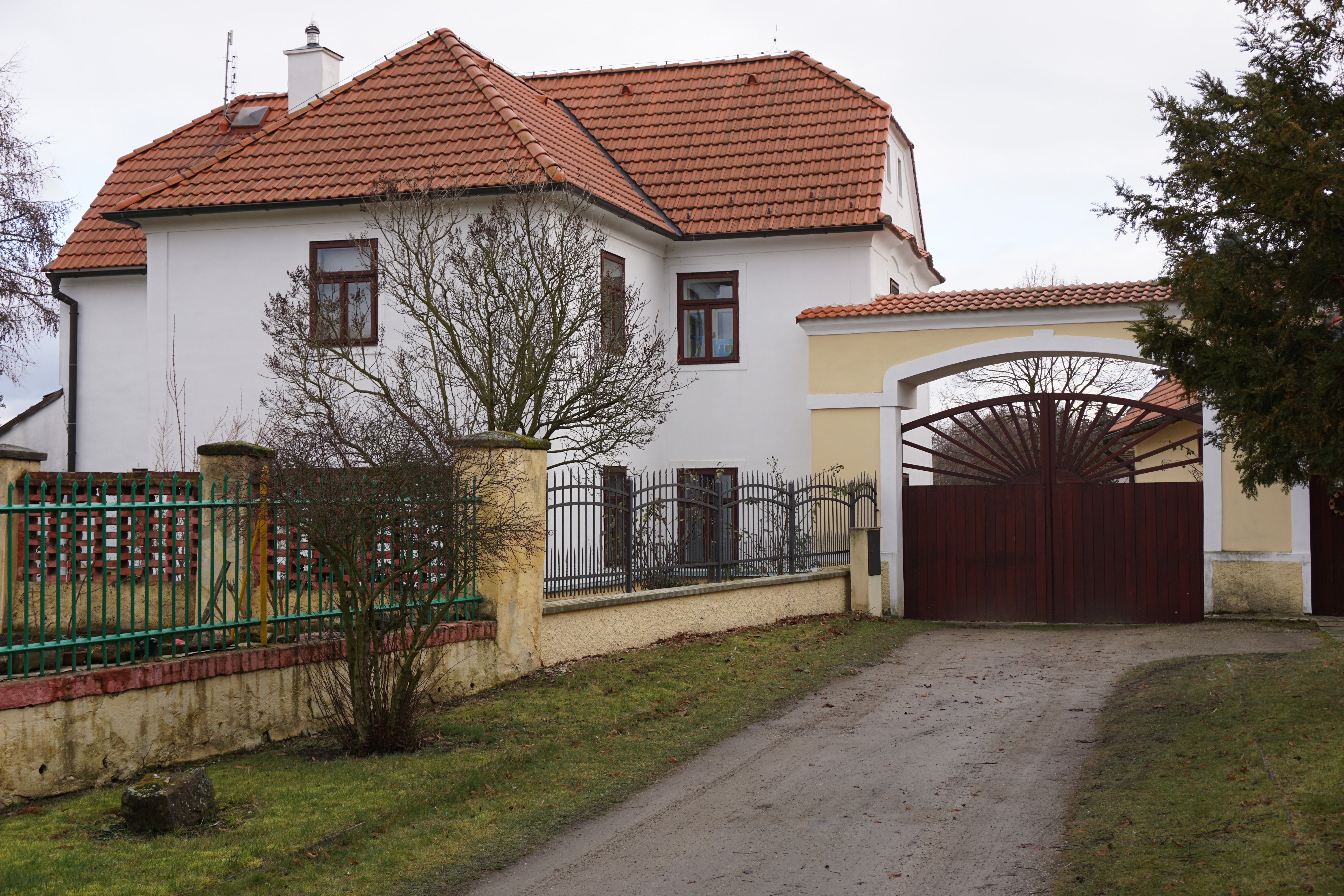
Huis met toegangspoort
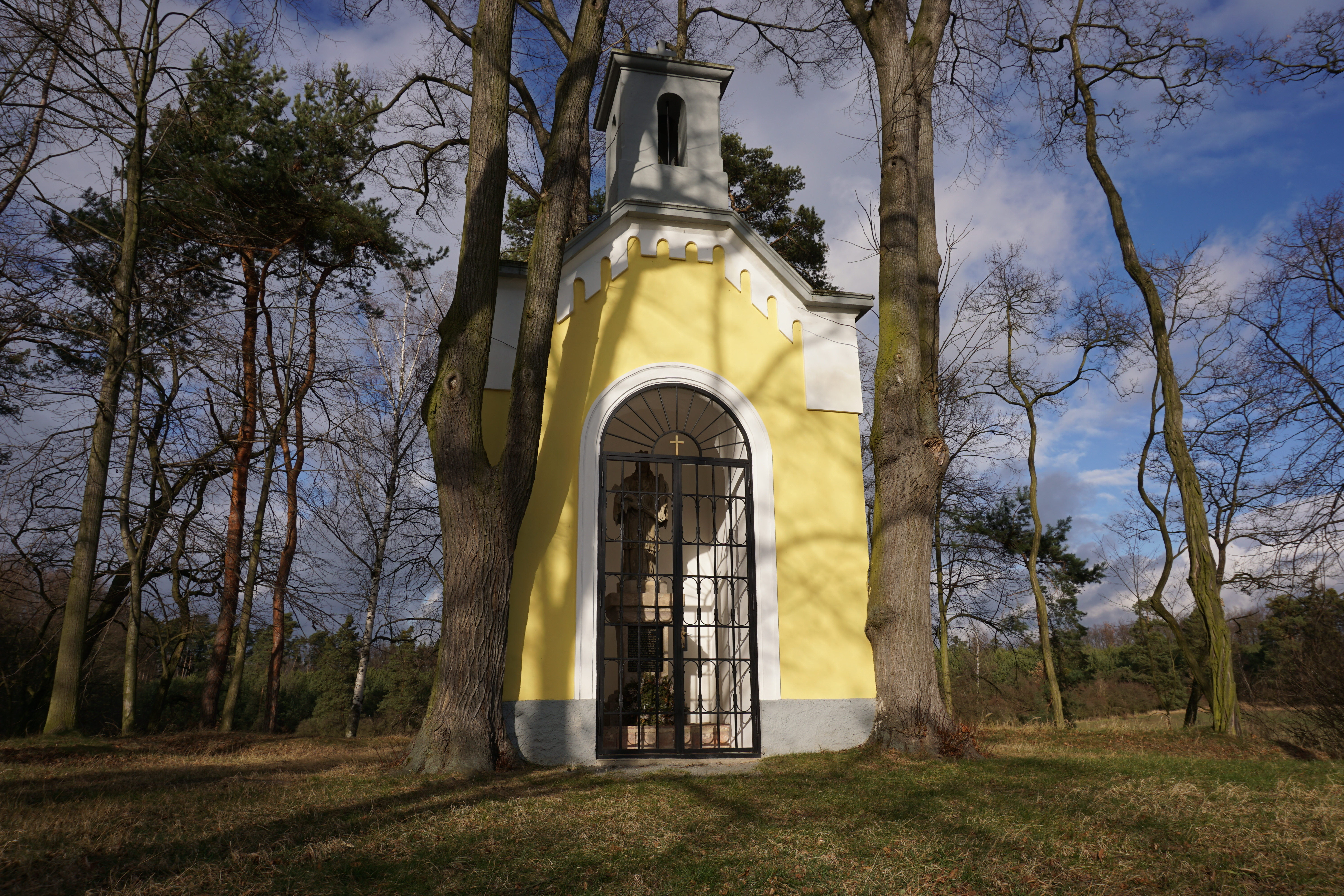
Sint-Nepomukkapel in het bos